# 2019년 구마모토 지진
2019년 구마모토 지진은 2019년 1월 3일 오후 6시 10분(JST) 일본 구마모토현 북서부의 다마나군 나고미정에서 일어난 일본 기상청 규모 Mj5.1의 지진이다. 처음에는 Mj5.0으로 발표되었으나 오후 8시 10분경 5.1로 상향하였다. 실체파 규모 Mb로는 4.7이다.
구마모토현 나고미정 국부 지역에서 진도 6약을 느끼는 등 강한 진동으로 건축물 피해가 있었으며, 구마모토현 마시키정에서는 1명이 부상을 입었다. 이번 지진은 2016년 구마모토 지진 이후 구마모토현에서 처음으로 진도 6약 이상의 진동을 느낀 지진이다.
1월 26일, 본진 인근 지역에서 실체파 규모 Mb4.5, 일본 기상청 규모 Mj4.3, 일본 기상청 진도 계급 기준 5약의 여진이 일어났다. 나고미정에서 5약을 감지하였다.

## 각지의 진도
일본 내에서 일본 기상청 진도 계급 기준 진도4 이상을 느낀 곳은 다음과 같다.
| 진도 | 도도부현   | 시정촌                                                       |
| ---- | ---------- | ------------------------------------------------------------ |
| 6약  | 구마모토현 | 나고미정                                                     |
| 5약  | 구마모토현 | 교쿠토정·구마모토시 (기타구)                                 |
| 4    | 구마모토현 | 아라오시·다마나시·야마가시·기쿠치시·난칸정·니시하라촌·고시시 |
| 4    | 후쿠오카현 | 오무타시·야나가와시·미야마시                                 |

지진으로 진도1 이상의 진동을 감지한 지역은 규슈 전역 및 시코쿠 서부 일부 및 혼슈 히로시마현 일부 지역이다.

## 피해
구마모토현 마시키정에서는 87세 여성이 넘어져서 다치는 부상을 입었다. 규슈 신칸센이 지진으로 일시 정지하였으며, 구마모토 공항은 피해 확인을 위해 활주로를 일시적으로 폐쇄하였다가 큰 피해없이 개항하였다.

## 반응
일본 기상청은 지방의 방재 대응 지원을 위해 구마모토 지방 기상대가 구마모토 현청에 기상청 방재 대응 지원팀(JETT)를 파견하였다.
스가 요시히데 내각관방장관은 두 차례 긴급 기자회견을 열어 주의를 당부하였다.